# George Gallup
George Horace Gallup (Jefferson, 18 novembre 1901 – Sigriswil, 26 luglio 1984) è stato uno statistico statunitense, noto per i suoi contributi innovativi nell'ambito della teoria del campionamento statistico e delle indagini d'opinione.

## Biografia
Gallup nacque in una famiglia povera a Jefferson, nell'Iowa.
Nel 1918 entrò nell'Università di Stato dello Iowa e conseguì nel 1923 il B.A., nel 1925 la laurea e nel 1928 il dottorato (Ph.D.).
La sua tesi di dottorato porta il titolo A New Technique for Objective Methods for Measuring Reader Interest in Newspapers (Una nuova tecnica per un metodo oggettivo di misura dell'interesse dei lettori dei quotidiani).
Dopo aver insegnato nell'Iowa, si trasferì nel 1929 per dirigere la scuola di giornalismo presso la Drake University, incarico che lasciò nel 1931 per insegnare e fare ricerca presso la Northwestern University.
Un anno dopo venne chiamato da Raymond Rubicam a lavorare presso l'agenzia pubblicitaria Young & Rubicam, dove condusse per i clienti di questa indagini sull'opinione del pubblico (indagini demoscopiche). Rimase presso Y&R per sedici anni, durante i quali fondò, nel 1935, l'American Institute of Public Opinion.
Gallup ottenne grande notorietà con il suo neonato istituto quando, nel 1936, riuscì a predire correttamente il risultato delle elezioni presidenziali intervistando soltanto 50.000 persone, mentre l'allora molto quotato Literary Digest sbagliò clamorosamente la previsione, pur avendo intervistato molte più persone.
Gallup non solo riuscì a predire correttamente l'esito delle elezioni presidenziali, ma riuscì pure a prevedere il risultato del Literary Digest utilizzando un campione casuale più piccolo che corrispondeva ai criteri di scelta del Literary Digest.
Dodici anni dopo, il suo istituto conobbe un momento di grande vergogna quando predisse per le elezioni presidenziali del 1948 la sconfitta di Harry Truman, con uno scarto da 5 fino a 15 punti percentuali rispetto al suo avversario, risultato poi perdente, Thomas Dewey.
Gallup, in quella occasione, ritenne che l'errore fosse dovuto al fatto di aver concluso le interviste tre settimane prima del voto.
Nel 1958 Gallup riunì tutte le sue attività di indagini demoscopiche in quella che sarebbe diventata The Gallup Organization.
Gallup morì, in seguito ad un arresto cardiaco, nella sua residenza estiva a Tschingel ob Gunten, un paese nell'Oberland bernese in Svizzera, frazione di Sigriswil. Fu sepolto nel cimitero di Princeton, in New Jersey.
Quattro anni dopo, la Gallup Organization venne venduta alla Selection Research Institute di Lincoln, Nebraska.